# Coração de Sarajevo
O Coração de Sarajevo (Bósnio, croata e sérvio: Srce Sarajeva / Срце Сарајева) é o maior prêmio concedido em todas as categorias competitivas no Festival de Cinema de Sarajevo.

## Coração de Sarajevo
O Coração de Sarajevo oficial têm sido atribuído desde 2004, e no 10º. aniversário do Festival de Cinema de Sarajevo.
Sua concepção, como uma identidade visual para o festival, foi escolhido em 2004 da forma que teve sido circulado informalmente desde o início do festival, no início da década de 1990, um coração desenhado pela designer francesa Agnès Andrée Marguerite Troublé, também conhecida como Agnès B., uma amiga e patrona do Festival de Cinema de Sarajevo.

### Prêmio Coração de Sarajevo de Melhor Longa-Metragem
| Ano  | Filme                      | Título Original                 | Diretor(es)                       | Nacionalidade do Diretor |
| ---- | -------------------------- | ------------------------------- | --------------------------------- | ------------------------ |
| 1996 | Breaking the Waves         | Breaking the Waves              | Lars von Trier                    | Dinamarca                |
| 1997 | Ma vie en rose             | Ma Vie en Rose                  | Alain Berliner                    | Bélgica                  |
| 1998 | Seul contre tous           | Seul contre tous                | Gaspar Noé                        | França                   |
| 1999 | December 1–31              | Dezember, 1-31                  | Jan Peters                        | Alemanha                 |
| 2000 | Bleeder                    | Bleeder                         | Nicolas Winding Refn              | Dinamarca                |
| 2001 | Ničija Zemlja              | Ničija zemlja                   | Danis Tanović                     | Bósnia e Herzegovina     |
| 2002 | Saturday                   | Sábado                          | Juan Villegas                     | Argentina                |
| 2003 | Fuse                       | Gori vatra                      | Pjer Žalica                       | Bósnia e Herzegovina     |
| 2004 | Mila from Mars             | Mila ot Mars                    | Zornitsa Sofia                    | Bulgária                 |
| 2005 | Lady Zee                   | Leydi Zi                        | Georgi Djulgerov                  | Bulgária                 |
| 2006 | Fraulein                   | Das Fräulein                    | Andrea Staka                      | Suíça                    |
| 2007 | Takva: A Man's Fear of God | Takva                           | Özer Kızıltan                     | Turquia                  |
| 2008 | Buick Riviera              | Buick Riviera                   | Goran Rušinović                   | Croácia                  |
| 2009 | Ordinary People            | Obični ljudi                    | Vladimir Perišić                  | Sérvia                   |
| 2010 | Tilva Roš                  | Tilva Roš                       | Nikola Ležaić                     | Sérvia                   |
| 2011 | Breathing                  | Atmen                           | Karl Markovics                    | Áustria                  |
| 2012 | Everybody in Our Family    | Toată lumea din familia noastră | Radu Jude                         | Roménia                  |
| 2013 | In Bloom                   | Grdzeli nateli dgheebi          | Nana Ekvtimishvili and Simon Groß | Geórgia                  |
| 2014 | Song of My Mother          | Annemin Şarkısı                 | Erol Mintaş                       | Turquia                  |
| 2015 | Mustang                    | Mustang                         | Deniz Gamze Ergüven               | Turquia                  |
| 2016 | Album                      | Albüm                           | Mehmet Can Mertoğlu               | Turquia                  |

### Prêmio Coração de Sarajevo de Melhor Curta-Metragem
| Ano  | Filme                       | Título original       | Diretor(es)                 | Nacionalidade do Diretor |
| ---- | --------------------------- | --------------------- | --------------------------- | ------------------------ |
| 2001 | Copy Shop                   | Copy Shop             | Virgil Widrich              | Áustria                  |
| 2002 | 10 Minutes                  | 10 minuta             | Ahmed Imamović              | Bósnia e Herzegovina     |
| 2003 | The Wallet                  | Le portefeuille       | Vincent Bierrewaerts        | Bélgica                  |
| 2004 | Me, Myself and the Universe | Ich und das Universum | Hajo Schomerus              | Alemanha                 |
| 2005 | Before Dawn                 | Hajnal                | Balint Kenyeres             | Hungria                  |
| 2006 | Good Luck Nedim             | Sretan put Nedime     | Marko Šantić                | Eslovênia                |
| 2007 | Waves                       | Valuri                | Adrian Sitaru               | Roménia                  |
| 2008 | Tolerantia                  | Tolerantia            | Ramadan, IvanIvan Ramadan   | Bósnia e Herzegovina     |
| 2009 | Party                       | Tulum                 | Dalibor Matanić             | Croácia                  |
| 2010 | Yellow Moon                 | Žuti mjesec           | Zvonimir Jurić              | Croácia                  |
| 2011 | Mezzanine                   | Mezanin               | Dalibor Matanić             | Croácia                  |
| 2012 | The Return                  | Kthimi                | Zeqiri, BlertaBlerta Zeqiri | Kosovo                   |
| 2013 | Shadow of a Cloud           | O umbra de nor        | Radu Jude                   | Roménia                  |
| 2014 | The Chicken                 | Kokoška               | Una Gunjak                  | Croácia                  |
| 2015 | A Matter of Will            | Biserna obala         | Dušan Kasalica              | Montenegro               |
| 2016 | Transition                  | Tranzicija            | Milica Tomović              | Sérvia                   |

### Prêmio Coração de Sarajevo de Melhor Documentário Longa-Metragem
| Ano  | Filme                 | Título original         | Diretor(es)                     | Nacionalidade do Diretor |
| ---- | --------------------- | ----------------------- | ------------------------------- | ------------------------ |
| 2006 | Facing the Day        | Što sa sobom preko dana | Ivona Juka                      | Croácia                  |
| 2007 | Interrogation         | Informativni razgovori  | Namik Kabil                     | Bósnia e Herzegovina     |
| 2008 | Corridor No. 8        | Коридор No. 8           | Boris Despodov                  | Bulgária                 |
| 2009 | The Caviar Connection | Kavijar konekšn         | Dragan Nikolić                  | Sérvia                   |
| 2010 | The Seamstresses      | Shivackite              | Biljana Garvanlieva             | Macedônia do Norte       |
| 2011 | A Cell Phone Movie    | Mobitel                 | Nedžad Begović                  | Bósnia e Herzegovina     |
| 2012 | Turn Off the Lights   | Lumea in patratele      | Ivana Mladenović                | Sérvia                   |
| 2013 | Sickfuckpeople        | Хворісукалюди           | Juri Rechinsky                  | Ucrânia                  |
| 2014 | Naked Island          | Goli                    | Tiha K. Gudac                   | Croácia                  |
| 2015 | Toto and His Sisters  | Toto şi surorile lui    | Nanau, AlexanderAlexander Nanau | Roménia                  |
| 2016 | A Mere Breath         | Doar o răsuflare        | LMonica Lãzurean-Gorgan         | Roménia                  |

## Honorário Coração de Sarajevo Prêmio
Desde 2005, o Honorário Coração de Sarajevo foi também concedido a pessoas que tenham contribuído para o desenvolvimento do festival, bem como umfilme regional em geral, termo que compõem cinema na ampla área da Ex-Jugoslávia, Balcãs, e o Sudeste da Europa. Em 2016, o Prêmio Honorário Coração de Sarajevo de conquista de vida foi introduzido. O seu primeiro destinatário foi Robert De Niro.
| Ano  | Vencedor                                     | Nota                                                                                         |
| ---- | -------------------------------------------- | -------------------------------------------------------------------------------------------- |
| 2005 | Marco Müller                                 | Diretor do Rome Film Festival                                                                |
| 2006 | Gavrilo Grahovac                             | Ex-Ministro da Cultura e Esportes na Bósnia e Herzegovina                                    |
| 2006 | Mike Leigh                                   | Diretor de cinema                                                                            |
| 2007 | Steve Buscemi                                | Ator e diretor de cinema                                                                     |
| 2008 | Cat Villiers                                 | Produtor de cinema                                                                           |
| 2009 | Manfred Schmidt                              | Diretor executivo de Mitteldeutsche Medienförderung                                          |
| 2010 | Dieter Kosslick                              | Diretor do Festival de Berlim                                                                |
| 2011 | Angelina Jolie                               | Atriz e diretora de cinema                                                                   |
| 2011 | Jafar Panahi                                 | Diretor de cinema                                                                            |
| 2011 | Emil Tedeschi                                | Presidente do Atlantic Grupa                                                                 |
| 2012 | Branko Lustig                                | Produtor de cinema                                                                           |
| 2013 | Roberto Olla                                 | Diretor executivo do Eurimages                                                               |
| 2013 | Béla Tarr                                    | Diretor de cinema                                                                            |
| 2014 | Gael García Bernal                           | Ator                                                                                         |
| 2014 | Danis Tanović                                | Diretor de cinema                                                                            |
| 2014 | Agnès Troublé                                | Fashion designer                                                                             |
| 2015 | Atom Egoyan                                  | Diretor de cinema                                                                            |
| 2015 | Benicio del Toro                             | Ator                                                                                         |
| 2016 | Robert De Niro (Prêmio de Conquista de Vida) | Ator, diretor de cinema e produtor                                                           |
| 2016 | Stephen Frears                               | Diretor de cinema                                                                            |
| 2016 | Wolfgang Amadeus Brülhart                    | Ex-Vice-Chefe da Missão e Conselheiro Cultural da Embaixada da Suíça na Bósnia e Herzegovina |
| 2017 | John Cleese                                  | Comediante, ator e produtor de cinema                                                        |
| 2017 | Oliver Stone                                 | Diretor de cinema e produtor                                                                 |

## Ligações externos
- Sarajevo Film Festival(página inicial da SFF)
- IMDb - Sarajevo Film Festival, SFF no Internet Movie Database